# Плеханов, Георгий Валентинович
Гео́ргий Валенти́нович Плеха́нов (псевдонимы Н. Бе́льтов, Валентинов Г., А. С. Максимов-Дружбинин и др.; 29 ноября [11 декабря] 1856, с. Гудаловка, Тамбовская губерния — 30 мая 1918, Ялкала, Финляндия) — российский теоретик и последователь марксизма, философ, видный деятель русского и международного социалистического движения. Входил в число основателей РСДРП, газеты «Искра».
Автор работ по философии, социологии, эстетике, этике и истории общественной мысли России. В 1921 году В. И. Ленин в своей работе «Ещё раз о профсоюзах, о текущем моменте и об ошибках тт. Троцкого и Бухарина» призвал изучать всё написанное Плехановым по философии, «ибо это лучшее во всей международной литературе марксизма».

## Биография
Георгий Валентинович Плеханов родился 29 ноября (11 декабря) 1856 года в многодетной (14 сестёр и братьев) семье мелкопоместного дворянина, отставного штабс-капитана Валентина Петровича Плеханова (1810—1873) и Марии Фёдоровны Белынской (1832—1881).
Окончил с золотой медалью Михайловскую Воронежскую военную гимназию, затем учился в юнкерском училище в Петербурге. В 1874 году поступил в Петербургский горный институт, за успехи имел Екатерининскую стипендию, в 1876 году исключён «за невзнос платы».
В 1876 году вступил в народническую организацию «Земля и воля», стал одним из её руководителей, писал теоретические и публицистические статьи. Участник демонстрации у Казанского собора 6 декабря 1876 года.
В 1879 году после раскола «Земли и воли» — организатор и руководитель «Чёрного передела». Во время ареста в Петербурге на Обводном канале во время рабочей стачки на Новой Бумагопрядильне (2 марта 1878 года) Н. С. Тютчев передал свои документы А. С. Максимову-Дружбинину (Г. В. Плеханову), что позволило тому скрыться и избежать каторги.
В 1880 году эмигрировал в Швейцарию.
В 1883 году основал первую российскую марксистскую организацию — группу «Освобождение труда».
Осенью 1888 года группа основала «Русский социал-демократический союз».
В конце 1894 — начале 1895 годов по инициативе Плеханова был создан «Союз русских социал-демократов за границей». После раскола «Союза русских социал-демократов за границей» на его II съезде, в мае 1900 года членами группы «Освобождение труда» и её единомышленниками создана Революционная организация «Социал-демократ». В 1900—1903 годах участвовал в создании и руководстве газетой «Искра». В 1901 году Плеханов — один из организаторов «Заграничной Лиги русской социал-демократии». Принял непосредственное участие в подготовке II съезда РСДРП. Фактически второй съезд РСДРП был учредительным съездом, так как I съезд оказался безрезультатным.

### Второй съезд РСДРП
На II съезде РСДРП (1903 год) Плеханов сказал: «Если бы ради успеха революции потребовалось бы временно ограничить действие того или другого демократического принципа, то перед таким ограничением преступно было бы остановиться».
После II съезда РСДРП Плеханов недолго был большевиком, затем разошёлся с Лениным и стал одним из лидеров меньшевистской фракции РСДРП.

### 1905—1916 годы
Во время первой революции 1905—1907 годов Плеханов оставался в эмиграции, оказавшись, таким образом, в стороне от активных революционных событий. В феврале 1905 года в статье «Врозь идти, вместе бить», опубликованной в «Искре», Плеханов призывал к вооружённому восстанию в России, к тщательной подготовке этого восстания, особое внимание при этом обращал на необходимость агитации в армии.
В 1906—1907 годах выступал за участие социал-демократов в выборах в Государственную Думу, за блок с кадетами. Сотрудничал в общепартийной газете «Социал-демократ» и в большевистских изданиях («Звезда» и др.). В 1905—1912 годах в Женеве издавал «Дневник социал-демократа».
В Первую мировую войну Плеханов встал на сторону союзных стран, против Германии, призывал к борьбе с немецким империализмом. Был одним из основателей и руководителей социал-демократической группы «Единство».

### Революция 1917 года
Февральская революция позволила Плеханову вернуться в Россию после 37 лет изгнания.

Я предчувствую, что долго жить в России не буду. Но не поехать я не могу. Старый солдат революции должен быть на своем посту, когда его зовут. 
31 марта на Финляндском вокзале приехавшего Плеханова от имени Петроградского Совета приветствовали Н. С. Чхеидзе, И. Г. Церетели, М. И. Скобелев.
После возвращения в Россию Плеханов не был допущен в Исполком Петроградского совета. Не был допущен туда и сторонник Плеханова Григорий Алексинский. Причиной была «оборонческая» позиция Плеханова, которую не разделяли деятели Совета с антивоенной позицией.
Отстранённый от руководящей роли, Плеханов был вынужден ограничиваться редактированием своей газеты «Единство», где публиковал статьи с откликами на важнейшие политические события, вёл спор с оппонентами и идейными противниками. Плеханов поддерживал Временное правительство, был против «Апрельских тезисов» В. И. Ленина, назвав их «бредом».
К Октябрьской революции отнёсся отрицательно, так как считал, что Россия к социалистической революции не готова: «русская история ещё не смолола той муки, из которой со временем будет испечён пшеничный пирог социализма». Считал, что захват власти «одним классом или — ещё того хуже — одной партией» может иметь печальные последствия.
В книге Джона Рида «Десять дней, которые потрясли мир» указывается, что после отступления войск Керенского из Царского Села, Плеханов был допрошен красногвардейцами, которые при этом первоначально не узнали его.
В «Открытом письме к петроградским рабочим» Плеханов заявил: «Несвоевременно захватив политическую власть, русский пролетариат не совершит социальной революции, а только вызовет гражданскую войну, которая заставит его отступить далеко назад от позиций, завоёванных в феврале и марте нынешнего года». При этом Плеханов предсказывал, что большевики взяли власть надолго и ни о каком серьёзном сопротивлении им в данный момент не может быть и речи.

### Смерть
С 1887 года Плеханов болел туберкулёзом, осенью 1917 года его здоровье серьёзно ухудшилось. 2 ноября утром его отвезли в Петроград[прояснить] во Французскую больницу Св. Марии Магдалины на 14-й линии Васильевского острова. Оттуда жена решила перевезти его в Финляндию, в санаторий доктора Циммермана, специалиста по лёгочным заболеваниям, которого ей рекомендовал профессор Сиротинин. 28 января 1918 года Плехановы покинули Петроград. В санатории в Ялкале Георгий Валентинович продолжал много работать над книгой (в 3-х томах) «История русской общественной мысли». Казалось, что наступило улучшение его здоровья. Но 18 марта началось кровотечение, которое не могли остановить несколько дней. Медленное угасание жизни продолжилось. С 15 мая началась агония, с 20 мая состояние ухудшалось ежечасно. Началась помутнение сознания, и 30 мая 1918 года в 2 часа дня Плеханов умер от эмболии сердца, возникшей в результате обострения туберкулёза. Когда покойного Плеханова перевезли в Петроград, за гробом, несмотря на запреты большевиков, шла колонна демонстрантов, растянувшаяся на семь километров. По просьбе Плеханова на его могиле установлено надгробие с цитатой из стихотворения английского поэта: «Он слился с природой».
Георгий Плеханов похоронен на «Литераторских мостках» Волковского кладбища в Санкт-Петербурге, рядом с могилой Белинского.

### Последний адрес Плеханова
В посёлке Ильичёво (Ленинградская область), на границе охранной зоны бывшего дома-музея В. И. Ленина, на берегу озера Долгое (Длинное) сохранился бетонный фундамент длинного двухэтажного здания бывшего частного санатория «Питка-Ярви» (финское название озера «Долгое»). Этот санаторий — последний адрес в жизни Георгия Валентиновича, умершего здесь на 62-м году жизни.

## Семья
Племянник — академик АМН СССР Николай Александрович Семашко.
С 1879 года был женат на враче Розалии Марковне Плехановой (урождённой Боград; 21 апреля 1856 — 30 августа 1949), родом из еврейской земледельческой колонии Добренькая Херсонской губернии, выпускнице Мариинской гимназии в Херсоне (1874) и медицинского факультета Женевского университета. В браке родилось четыре дочери: Вера (умерла в 1880 году в возрасте полугода), Лидия Плеханова-Ле-Савуре (1881 — 25 марта 1978, Париж), Евгения Бато-Плеханова (1883—1964), Мария (1889—1894). Р. М. Плеханова в 1920-х годах переехала из Франции в Ленинград, где участвовала в подготовке к печати архива Плеханова, который она привезла с собой; дочери остались во Франции. В 1928 году она возглавила Дом Плеханова в Ленинграде, а в 1939 году выехала к детям во Францию и не смогла вернуться в СССР в связи с началом Второй мировой войны.
Внук Плеханова — французский дипломат Клод Бато-Плеханов. Племянник жены, Я. Е. Боград — известный революционер, в честь которого деревня Сухая Тесь была переименована в село Боград.

## Философия
В общефилософском плане Плеханов противопоставлял материалистов и идеалистов, относя себя к первым. Основной тезис материализма состоит в следующем: «духовный мир человека представляет собою плод окружающей среды». Материя, понятая как «окружающая среда», распадается на природу и общество. При этом общество («общественное мнение») определяется природой («географической средой»). Старый «метафизический французский материализм» (Гельвеций, Гольбах) догматически принимал это утверждение и не учитывал факт развития мнений при сохранении прежней географической среды. Этот парадокс разрешал «диалектический материализм» (Маркс), утверждающий развитие «производительных сил». Переход материализма на новый уровень стал возможным благодаря «немецкому идеализму».

### Эстетические взгляды
Эстетические взгляды Г. В. Плеханова имели под собой фундаментом материалистическое понимание истории. Плеханов применил теорию исторического материализма также к вопросам искусства.
Согласно ей, продукты, созданные человечеством, зависят от установившихся общественных отношений. В качестве определяющих факторов в развитии искусства Плеханов отметает такие факторы, как географическая среда, «гениальность» исторических деятелей, влияние художественного развития одних стран на другие. Все они имеют значение, но каждое из них в первую очередь зависит от сложившихся в конкретный исторический период общественных отношений. Художественные произведения отображают общественную психологию данного времени.

…почему данный общественный человек имеет именно эти, а не другие вкусы, отчего ему нравятся именно эти, а не другие предметы — это зависит от окружающих условий.— Плеханов Г. В. Об искусстве
Общественные отношения же в свою очередь зависят от материальной основы общества — экономики и техники. В первобытных обществах, до развития цивилизаций и до разделения на классы, эта связь была дана непосредственно. Труд и обряды первобытного человека прямо влияли на его эстетические взгляды.

Орнаментика берет свои мотивы у техники, а пляска — едва ли не самое важное искусство в таком обществе — нередко ограничивается простым воспроизведением производительного процесса.— Плеханов Г. В. "Основные вопросы марксизма"
В классовом обществе опосредующим звеном между экономикой и искусством является классовая психология. Это можно представить следующим образом. Общество обладает некоторой совокупностью производительных сил, которыми обуславливаются экономические отношения. Затем на данной экономической основе вырастает обусловленный ей социально-политический строй. Данный строй порождает внутри себя определённую общественную психологию, из которой рождаются различные идеологические соображения, воплощаемые в искусстве. Каждый класс имеет собственную психологию, и в искусстве каждого класса отображаются свойственные этому классу проблемы и идеалы. Художественное сознание зависит от социального бытия.
Однако Плеханов вводит объективный критерий художественности, по которому можно различить более искусные произведения. Таковым, по его мнению, является соответствие формы содержанию.

Чем более соответствует исполнение замыслу или, чтобы употребить более общее выражение, чем больше форма художественного произведения соответствует его идее, тем оно удачнее.— Плеханов Г. В. Искусство и общественная жизнь
Плеханов также задавался вопросом о том, должно ли искусство иметь утилитарное предназначение, служить обществу или оно должно быть «искусством для искусства». Он настаивает на том, что мы не должны искать вечные законы искусства, а только лишь исследовать те законы, благодаря которым оно изменяется. «Искусство для искусства» развивается в одни времена, искусство на благо общества — в другие, когда этому способствуют определённые социальные установки. Михаил Лифшиц, цитируя черновой вариант реферата Плеханова «Искусство и жизнь», пишет:

…общественные условия меняются в процессе исторического развития всякой данной страны. Поэтому меняется и настроение указанных деятелей [искусства]. А ввиду этого нисколько не удивительного, что в одну эпоху они ищут «житейского волнения», а в другую избегают его: в одну — увлекаются теорией искусства для искусства, а в другую, находят, <…> что высшая задача искусства заключается в служении общественной жизни.— Лифшиц М. А. «Г. В. Плеханов. Очерк общественной деятельности и эстетических взглядов»
Но при этом Плеханов утверждает, что класс, который уже пережил своё время, может создавать только упадочное искусство. «Идеологии господствующего класса утрачивают свою ценность по мере того, как он созревает для погибели. Искусство, создаваемое его переживаниями, падает».
Ответ на вопрос о том, меняет ли искусство жизнь или воспроизводит её, Плеханов тоже находит в классовом сознании. Если человек не удовлетворен окружающей его действительностью, то в нём рождается стремление к художественному идеалу и к освобождению. Жизнь господствующих классов, изображённая в соответствующих произведениях, не удовлетворяет человека противоположного класса. Он начинает выдвигать своих художников, которые, по его мнению, изображают художественный идеал, подлинную жизнь, такой, какой она должна быть. Поэтому для одного класса справедливо, что искусство воспроизводит окружающий мир, а для другого — что оно его изменяет. Абсолютного же идеала не существует.
Основываясь на своих эстетических взглядах, Плеханов заявляет о необходимости научной эстетики, социологии искусства. Её исходный пункт — зависимость всех форм художественного сознания от общественного бытия и их равное право на существование. Научная эстетика не допускает никакой исторической художественной нормы и признает относительные суждения, основанные на психологии данного класса. Она ограничивается наблюдением над тем, как возникают различные правила и приёмы, господствующие в различные исторические эпохи. Научная эстетика запрещает оценочные суждения, осуждает суждения о должном. Человек может отвергать или принимать чужие вкусы, но его точка зрения в свою очередь будет зависеть от его положения в классовом обществе. Когда человек выражает оценочное суждение о произведении искусства, он сам становится объектом наблюдения научной эстетики.

## Оценки современников
Человек имел много достоинств, но характера у него не было. Он любил себя слушать, чего у Ленина не было. Он любовался собой, когда хорошо говорил, — законная слабость, но у Ленина её не было. Он был очень чувствителен к восхищению других, и первый попавшийся льстец мог повлиять на него и заставить его изменить и мнение, и решение. У Ленина этого не было. <…> Возражать ему было нельзя: он сейчас же выходил из себя и переходил на личности— В. А. Костицын

## Адреса

### В Женеве
- улица Кандоль, дом 6 (1882—1917)

### В Петрограде
- 1917 год — доходный дом А. Д. Дальберга и И. А. Кохендерфер — Кронверкский проспект, 67.

## Памятные места

### Топонимы
- Топоним «улица Плеханова» в городах постсоветского пространства.
- Топоним «Плехановская улица» в городах постсоветского пространства.
- Плеханово, Плехановское сельское поселение
- Плехановский жилмассив в Новосибирске.

### Музеи
- Дом-музей Г. В. Плеханова в Липецке
- Дом Плеханова в Санкт-Петербурге (структурное подразделение Российской национальной библиотеки). В нём хранятся архив и библиотека Плеханова; среди реликвий хранится и посмертная маска Г. В. Плеханова, выполненная скульптором Эсфирью Зиновьевой-Дейч, женой соратника Плеханова Л. Г. Дейча[26].

### Памятники
- Памятник перед зданием Технологического института в Санкт-Петербурге, Московский просп., 26, Загородный просп., 49 (скульпторы И. Я. Гинцбург, М. Я. Харламов, архитектор Я. Г. Гевирц). Открыт 3 мая 1925 года. Сначала памятник был из гипса, год простоял на Казанской площади. Теперь это ― монументальная бронзовая фигура перед технологическим институтом. Плеханов стоит за кафедрой, одну руку положив на книгу, другую подняв вверх. У основания гранитного пьедестала стоит рабочий со знаменем. Памятник монументального искусства Федерального значения. Объект культурного наследия № 7810080000 // Реестр объектов культурного наследия Викигида.

- Бюст на территории усадьбы Плехановых в Плеханове (Липецкая область)
- Памятный знак работы Игоря Мазура в Плеханове (Липецкая область), 2006 год.
- Памятник на улице Плеханова в Липецке.
- С 1918 по 2013 год имя Плеханова значилось на стеле в Александровском саду (последним по счёту).

### Учреждения
- Российский экономический университет имени Г. В. Плеханова
- Санкт-Петербургский государственный горный институт имени Г. В. Плеханова (технический университет) (до 2011 года)
- Фонд Плеханова (создан в 2002 году)

## Киновоплощения
- Олег Фрелих («Степан Халтурин», 1925)
- Николай Анненков («В начале века», 1961)
- Сергей Карнович-Валуа («Чрезвычайное поручение», 1965)
- Константин Худяков («Софья Перовская», 1967)
- Пол Эддингтон («Падение орлов», 1974)
- Николай Дёмин («Белая мазурка», 1977)
- Эрнст Романов («20 декабря», 1981)
- Регимантас Адомайтис («Раскол», 1993)
- Дмитрий Воробьёв («Троцкий», 2017)

## Сочинения
Мировую известность Плеханову принесли работы «Социализм и политическая борьба», «К вопросу о развитии монистического взгляда на историю», «О материалистическом понимании истории», «К вопросу о роли личности в истории», «Основные вопросы марксизма» и др.
- Огюстен Тьерри и материалистическое понимание истории
- «Наши разногласия» 1885
- «К развитию монистического взгляда на историю» 1894
- «Beitrage zur Geschichte des Materialismus»
- «Н. Г. Чернышевский» и сборники статей «За 20 лет»
- «За 20 лет» (сборник статей)
- «Критика наших критиков» (сборник статей)
- Скептицизм в философии rar
- Об изучении философии rar
- К вопросу о роли личности в истории 1898
- Анархизм и социализм — Элеонора Маркс писала об удовольствии, доставленном ей этой работой, о том, что она увидела в ней «la férule de mon рèге» (руку своего отца)[27]
- На два фронта. Сборник политических статей. — 1905
- Основные вопросы марксизма. — 1908
- Собрание сочинений
- Год на родине (том 1, том 2)
- Литературное наследие. Сборник VIII. Часть 1.
- Г. В. Плеханов об атеизме и религии в истории общества и культуры. — М.: Мысль, 1977. — 355 с.
- Группа «Освобождение Труда» (Из архивов Г. В. Плеханова, В. И. Засулич и Л. Г. Дейча). Сборник 1.
- Первая марксистская организация России — группа «Освобождение Труда». 1883—1903. Документы, статьи, материалы, переписка, воспоминания.
- Г. В. Плехановъ, «О войне». Прижизненное издание. (В годы Первой мировой войны Г. В. Плеханов выпустил брошюру «О войне», в которой изложил свой взгляд на эпоху империализма, причины и характер войны, на пути выхода из неё, на лозунг «защита Отечества», на классовую борьбу во время войны).
- «Война и мир». — М.: Издательство «Единство», 1917. — 30 с.
- Г. В. Плеханов. «Две линии революции». — Петроград: К-во «Огни», 1917 — 16 с.
- История русской общественной мысли: Т. 1—3. — Санкт-Петербург: Мир, 1914—1917.
- История русской общественной мысли: (1—3 гл. из 4 т.) — Посмертное изд. — [Петроград]: Петрогр. союз рабочих потреб. о-в, 1918. — 152 с.
- Очерки по истории русской общественной мысли XIX века: [сборник статей] — Петроград: Рабочее кооперативное издательство «Прибой», 1923. — 311, [1] с., [1] л. портр.